# Clearwater (Kansas)
Pour les articles homonymes, voir Clearwater.
Clearwater est une ville de l’État du Kansas, aux États-Unis. La commune compte 2 481 habitants en 2010.